# Hrabstwo Bell (Teksas)
Hrabstwo Bell – hrabstwo położone w USA w stanie Teksas. Utworzone w 1850 r. Siedzibą władz hrabstwa jest miasto Belton, w którym mieszka zaledwie 6,2% populacji hrabstwa. Jest częścią obszaru metropolitalnego Killeen–Temple.

## Sąsiednie hrabstwa
- Hrabstwo McLennan (północ)
- Hrabstwo Falls (północny wschód)
- Hrabstwo Milam (południowy wschód)
- Hrabstwo Williamson (południe)
- Hrabstwo Burnet (południowy zachód)
- Hrabstwo Lampasas (zachód)
- Hrabstwo Coryell (północny zachód)

## Demografia
W latach 2010–2020 populacja hrabstwa wzrosła o 19,5% do 370,6 tys. mieszkańców. 44,6% populacji stanowią osoby białe nielatynoskie, 25,6% to Latynosi, 24,4% to osoby czarnoskóre lub Afroamerykanie, 4,7% było rasy mieszanej, 3,2% miało pochodzenie azjatyckie i 1,1% to rdzenna ludność Ameryki. 

### Miasta
- Bartlett
- Belton
- Copperas Cove
- Harker Heights
- Holland
- Killeen
- Little River-Academy
- Morgan’s Point Resort
- Nolanville
- Rogers
- Temple
- Troy

### Wsie
- Salado

## Religia

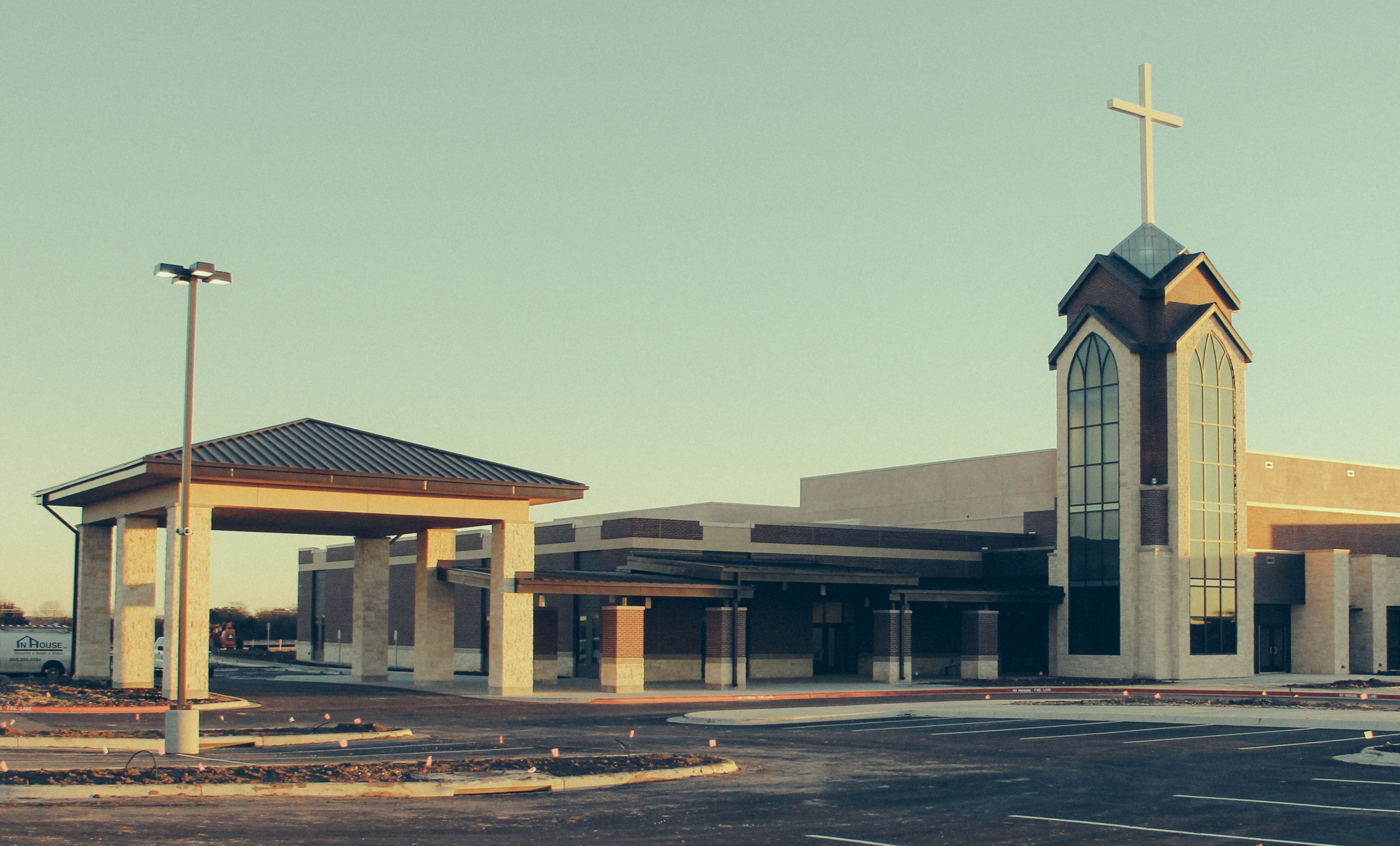
Pierwszy Kościół Baptystów w Temple.

W 2010 roku pod względem członkostwa trzy największe grupy religijne stanowiły: Południowa Konwencja Baptystów (16,4%), Kościół katolicki (8,2%), oraz lokalne bezdenominacyjne zbory ewangelikalne (6,9%). 
Do innych większych grup (z ponad 1000 członków) należeli: metodyści, zielonoświątkowcy, campbellici, muzułmanie, mormoni, buddyści, inni baptyści, konserwatywni luteranie, episkopalianie, liberalni luteranie, liberalni prezbiterianie i uświęceniowcy.